# Дэниелс, Мел
Ме́лвин Джо «Мел» Дэ́ниелс (англ. Melvin Joe "Mel" Daniels; 20 июля 1944, Детройт, Мичиган — 30 октября 2015, Шеридан, Индиана) — американский профессиональный баскетболист, один из лучших игроков Американской баскетбольной ассоциации, отыгравший восемь из девяти сезонов её существования и ставший лидером по подборам за всю историю АБА, а также выступавший в Национальной баскетбольной ассоциации. Трёхкратный чемпион и дважды Самый ценный игрок АБА в составе клуба «Индиана Пэйсерс». Один из тридцати членов символической сборной всех времён АБА с 1997 года и член Зала славы баскетбола с 2012 года.

## Спортивная биография
Начал выступать в чемпионате NCAA, получив стипендию от университета Нью-Мехико, где обучался все четыре года. За три сезона в составе основной команды (первокурсникам, по тогдашним правилам, разрешалось играть только за резерв) центровой в каждом из них делал в среднем дабл-дабл, а по итогам выпускного года вошёл в символическую всеамериканскую сборную NCAA. Средние за все игры в майке студентской команды 20 очков и 11,1 подбора являются рекордом университета.
В итоге на драфте НБА 1967 года его выбирают «Цинциннати Роялз» под девятым номером, а в первом драфте набора в новосозданной АБА Дэниелсу также предлагают контракт «Миннесота Маскис». Мел Дэниелс, после некоторых раздумий, всё же выбрал не такую популярную АБА, позже став одним из величайших игроков в её истории.
В первом сезоне лиги Мел стал самым результативным игроком «Маскис» с 22,2 очками в среднем за игру, а также лидером ассоциации по количеству и среднему показателю за игру и защитных, и подборов на чужом щите (общие 15,6 за матч). С первого же сезона он приглашается на первый Матч всех звёзд АБА, по итогам которого набирает лучшие за игру 22 очка и 15 подборов. «Миннесота» же проигрывает в финале конференции, а Мел Дэниелс становится Новичком года (награда присуждалась выпускникам колледжей этого года) и переходит в «Индиана Пэйсерс».
В сезоне 1969/70 игрок со средними 24 очками и 16,5 подбора за сезон впервые выигрывает награду MVP регулярного сезона АБА, однако команда без шансов проигрывает в финале лиги «Окленд Оакс» 4—1. Со следующего сезона Дэниелс несколько снизил общую результативность на фоне партнёров, в частности центрфорварда Боба Нетолики, однако повысил средний показатель подборов (17,6), почти доведя его до уровня очков. Этот сезон стал чемпионским для «Индианы», финишировавшей первой в регулярном сезоне и разгромившей своих соперников в серии плей-офф. В следующем сезоне 1970/71 Мел снова показывает результативность и общую статистику, давшую ему право получить вторую награду Самого ценного игрока АБА, а посреди сезона выиграть и последнюю непокорённую награду АБА — Самому ценному игроку Матча всех звёзд. «Пэйсерс» же снова финишировали первыми по итогу регулярного сезона, однако в семиматчевом противостоянии на стадии финала Западной конференции оступились клубу «Юта Старз».
Последующие два сезона после этого стали чемпионскими для команды Дэниелса, а сам игрок уже не был единственным лидером, деля это право с молодыми и перспективными ребятами с драфта. На протяжении их Мел вызывался на Матчи всех звёзд АБА, где в среднем также делал дабл-дабл, а после менее удачного сезона 1973/74 был обменян в другую команду АБА «Мемфис Саундс». После одного сезона с показателями 9,8 очка, 9 подборов и 1,4 блок-шота за 23,8 минуты в игре сезона (более чем на 10 минут меньше чем в среднем за «Пэйсерс») центровой остаётся в расформированном клубе, который уже называется «Балтимор Клос». Позже он вернулся в игру, чтобы сыграть в НБА после слияния с его родной лигой, но провёл там лишь 11 игр в составе «Нью-Йорк Нетс».
При голосовании за кандидатов в сборную всех времён АБА он стал одним из семи игроков, получивших максимальные 50 голосов, а игровой номер Дэниелса № 34 был закреплён в «Индиана Пэйсерс» ещё в 1985 году. В 2012 году Мел Дэниелс вошёл в Зал славы баскетбола, тем самым став одним из немногих игроков АБА удостоившихся этой чести.

## Личная жизнь
Дэниелс умер 30 октября 2015 года в возрасте 71 года от осложнений после операции на сердце. Его пережили жена Сиси Дэниелс, сын Мел Дэниелс-младший, две внучки и две сестры.

## Статистика

### Статистика в НБА
| Сезон                                                                                    | Команда       | Регулярный сезон | Регулярный сезон | Регулярный сезон | Регулярный сезон | Регулярный сезон | Регулярный сезон | Регулярный сезон | Регулярный сезон | Регулярный сезон | Регулярный сезон | Регулярный сезон | Серия плей-офф | Серия плей-офф | Серия плей-офф | Серия плей-офф | Серия плей-офф | Серия плей-офф | Серия плей-офф | Серия плей-офф | Серия плей-офф | Серия плей-офф | Серия плей-офф |
| Сезон                                                                                    | Команда       | GP               | GS               | MPG              | FG%              | 3P%              | FT%              | RPG              | APG              | SPG              | BPG              | PPG              | GP             | GS             | MPG            | FG%            | 3P%            | FT%            | RPG            | APG            | SPG            | BPG            | PPG            |
| ---------------------------------------------------------------------------------------- | ------------- | ---------------- | ---------------- | ---------------- | ---------------- | ---------------- | ---------------- | ---------------- | ---------------- | ---------------- | ---------------- | ---------------- | -------------- | -------------- | -------------- | -------------- | -------------- | -------------- | -------------- | -------------- | -------------- | -------------- | -------------- |
| 1976/77                                                                                  | Нью-Йорк Нетс | 11               |                  | 11,5             | 37,1             |                  | 56,5             | 3,1              | 0,5              | 0,3              | 1,0              | 3,5              | Не участвовал  | Не участвовал  | Не участвовал  | Не участвовал  | Не участвовал  | Не участвовал  | Не участвовал  | Не участвовал  | Не участвовал  | Не участвовал  | Не участвовал  |
|                                                                                          | Всего         | 11               |                  | 11,5             | 37,1             |                  | 56,5             | 3,1              | 0,5              | 0,3              | 1,0              | 3,5              | Не участвовал  | Не участвовал  | Не участвовал  | Не участвовал  | Не участвовал  | Не участвовал  | Не участвовал  | Не участвовал  | Не участвовал  | Не участвовал  | Не участвовал  |
| Наведите курсор мыши на аббревиатуры в заголовке таблицы, чтобы прочесть их расшифровку. |               |                  |                  |                  |                  |                  |                  |                  |                  |                  |                  |                  |                |                |                |                |                |                |                |                |                |                |                |